# Числа Фибоначчи

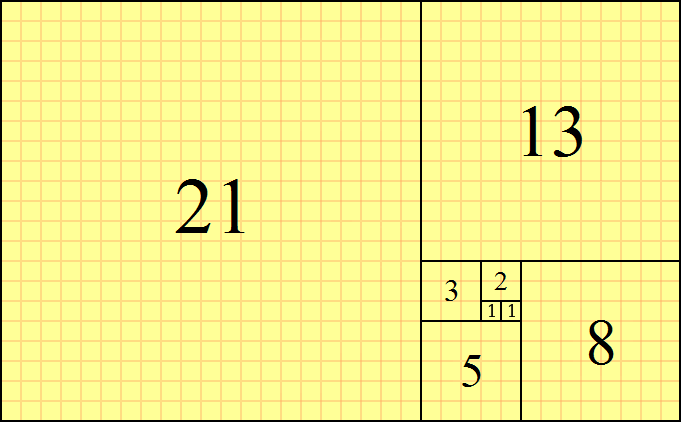
Черепица с квадратами, длина сторон которых является последовательными числами Фибоначчи: 1, 1, 2, 3, 5, 8, 13 и 21

Спираль Фибоначчи: приближение золотой спирали, созданной путём рисования круговых дуг, соединяющих противоположные углы квадратов в мозаике Фибоначчи; (см. предыдущее изображение)

Чи́сла Фибона́ччи (вариант написания — Фибона́чи) — элементы числовой последовательности:
0, 1, 1, 2, 3, 5, 8, 13, 21, 34, 55, 89, 144, 233, 377, 610, 987, 1597, 2584, 4181, 6765, 10946, 17711, …,
в которой первые два числа равны 0 и 1, а каждое последующее число равно сумме двух предыдущих чисел. Названы в честь средневекового математика Леонардо Пизанского (известного как Фибоначчи).
Иногда член {\displaystyle F_{0}}, равный нулю, опускается — тогда последовательность Фибоначчи начинается с {\displaystyle F_{1}=F_{2}=1}.
Говоря более формально, последовательность чисел Фибоначчи {\displaystyle \{F_{n}\}} задаётся линейным рекуррентным соотношением:
{\displaystyle F_{0}=0,\quad F_{1}=1,\quad F_{n}=F_{n-1}+F_{n-2}},
где {\displaystyle \ n\geqslant 2,\ n\in \mathbb {Z} }.
Иногда числа Фибоначчи рассматривают и для отрицательных значений {\displaystyle n} как двусторонне бесконечную последовательность, удовлетворяющую тому же рекуррентному соотношению. Соответственно, члены с отрицательными индексами легко получить с помощью эквивалентной формулы «назад»: {\displaystyle F_{n}=F_{n+2}-F_{n+1}}:
| n                     | … | −10 | −9 | −8  | −7 | −6 | −5 | −4 | −3 | −2 | −1 | 0 | 1 | 2 | 3 | 4 | 5 | 6 | 7  | 8  | 9  | 10 | … |
| {\displaystyle F_{n}} | … | −55 | 34 | −21 | 13 | −8 | 5  | −3 | 2  | −1 | 1  | 0 | 1 | 1 | 2 | 3 | 5 | 8 | 13 | 21 | 34 | 55 | … |

(очевидно, что {\displaystyle F_{-n}=(-1)^{n+1}F_{n}}).

## Происхождение

Количество пар кроликов образуют последовательность Фибоначчи

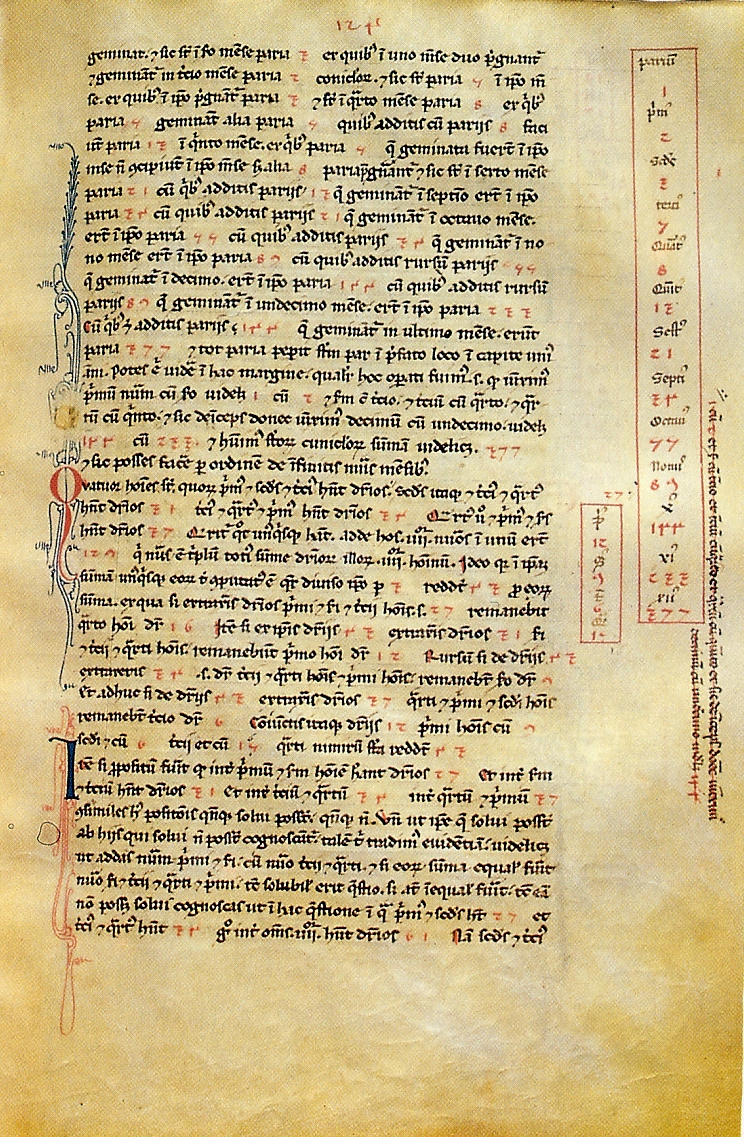
Страница Книги абака (Liber abaci) Фибоначчи из Национальной центральной библиотеки Флоренции.
В правом блоке демонстрируется последовательность Фибоначчи. Позиции от 0 до 12 обозначены тёмным цветом римскими цифрами, а значения красным цветом индо-арабскими цифрами

Последовательность Фибоначчи была хорошо известна в древней Индии, где она применялась в метрических науках (просодии, другими словами — стихосложении) намного раньше, чем стала известна в Европе.
Образец длиной {\displaystyle n} может быть построен путём добавления {\displaystyle S} к образцу длиной {\displaystyle n-1}, либо {\displaystyle L} к образцу длиной {\displaystyle n-2} — и просодицисты показали, что число образцов длиною {\displaystyle n} является суммой двух предыдущих чисел в последовательности. Дональд Кнут рассмотрел этот эффект в книге «Искусство программирования».
На Западе эта последовательность была исследована Леонардо Пизанским, известным как Фибоначчи, в его труде «Книга абака» (1202). Он рассматривает развитие идеализированной (биологически нереальной) популяции кроликов, где условия таковы: изначально дана новорождённая пара кроликов (самец и самка); со второго месяца после своего рождения кролики начинают спариваться и производить новую пару кроликов, причём уже каждый месяц; кролики никогда не умирают, — а в качестве искомого выдвигает количество пар кроликов через год:
- в начале первого месяца есть только одна новорождённая пара (1);
- в конце первого месяца по-прежнему только одна пара кроликов, но уже спарившаяся (1);
- в конце второго месяца первая пара рождает новую пару и опять спаривается (2);
- в конце третьего месяца первая пара рождает ещё одну новую пару и спаривается, вторая пара только спаривается (3).
- в конце четвёртого месяца первая пара рождает ещё одну новую пару и спаривается, вторая пара рождает новую пару и спаривается, третья пара только спаривается (5).

В конце {\displaystyle n}-го месяца количество пар кроликов будет равно количеству пар в предыдущем месяце плюс количеству новорождённых пар, которых будет столько же, сколько пар было два месяца назад, то есть {\displaystyle F_{n}=F_{n-2}+F_{n-1}}.
Возможно, эта задача также оказалась первой, моделирующей экспоненциальный рост популяции.
Название «последовательность Фибоначчи» впервые было использовано теоретиком XIX века Эдуардом Люка.

## Формула Бине
Формула Бине выражает в явном виде значение {\displaystyle F_{n}} как функцию от {\displaystyle n}:
{\displaystyle F_{n}={\frac {\left({\frac {1+{\sqrt {5}}}{2}}\right)^{n}-\left({\frac {1-{\sqrt {5}}}{2}}\right)^{n}}{\sqrt {5}}}={\frac {\varphi ^{n}-(-\varphi )^{-n}}{\varphi -(-\varphi )^{-1}}}={\frac {\varphi ^{n}-(-\varphi )^{-n}}{2\varphi -1}}},
где {\displaystyle \varphi ={\frac {1+{\sqrt {5}}}{2}}} — золотое сечение и {\displaystyle \varphi } и {\displaystyle (-\varphi )^{-1}=1-\varphi } являются корнями характеристического уравнения {\displaystyle x^{2}-x-1=0}.
Вообще, аналогичная формула существует для любой линейной рекуррентной последовательности, какой является и последовательность Фибоначчи.
Из формулы Бине следует, что для всех {\displaystyle n\geqslant 0} число {\displaystyle F_{n}} есть округление {\displaystyle {\frac {\varphi ^{n}}{\sqrt {5}}},} то есть {\displaystyle F_{n}=\left\lfloor {\frac {\varphi ^{n}}{\sqrt {5}}}\right\rceil .}
В частности, при {\displaystyle n\to \infty } справедлива асимптотика {\displaystyle F_{n}\sim {\frac {\varphi ^{n}}{\sqrt {5}}}.}
Формула Бине может быть аналитически продолжена следующим образом[уточнить]:
{\displaystyle F_{z}={\frac {1}{\sqrt {5}}}\left(\varphi ^{z}-{\frac {\cos {\pi z}}{\varphi ^{z}}}\right)}.
При этом соотношение {\displaystyle F_{z+2}=F_{z+1}+F_{z}} выполняется для любого комплексного числа {\displaystyle z}.

## Тождества

Иллюстрация формулы для суммы квадратов первых n чисел Фибоначчи

Некоторые соотношения:
- {\displaystyle F_{1}+F_{2}+F_{3}+\dots +F_{n}=F_{n+2}-1}[20]
- {\displaystyle F_{1}+F_{3}+F_{5}+\dots +F_{2n-1}=F_{2n}}[20][21]
- {\displaystyle F_{2}+F_{4}+F_{6}+\dots +F_{2n}=F_{2n+1}-1}[20][22]
- {\displaystyle F_{n+1}F_{n+2}-F_{n}F_{n+3}=(-1)^{n}}[23]
- {\displaystyle F_{1}^{2}+F_{2}^{2}+F_{3}^{2}+\dots +F_{n}^{2}=F_{n}F_{n+1}}
- {\displaystyle F_{n}^{2}+F_{n+1}^{2}=F_{2n+1}}[20]
- {\displaystyle F_{2n}=F_{n+1}^{2}-F_{n-1}^{2}}[20]
- {\displaystyle F_{3n}=F_{n+1}^{3}+F_{n}^{3}-F_{n-1}^{3}}[24]
- {\displaystyle F_{5n}=25F_{n}^{5}+25(-1)^{n}F_{n}^{3}+5F_{n}}
- {\displaystyle F_{n+1}=C_{n}^{0}+C_{n-1}^{1}+C_{n-2}^{2}+\dots }[25], где {\displaystyle C_{n}^{k}} — биномиальные коэффициенты.

Некоторые более общие формулы:
- {\displaystyle F_{n+m}=F_{n-1}F_{m}+F_{n}F_{m+1}=F_{n+1}F_{m+1}-F_{n-1}F_{m-1}}[26]
- {\displaystyle F_{(k+1)n}=F_{n-1}F_{kn}+F_{n}F_{kn+1}}
- {\displaystyle F_{n}=F_{l}F_{n-l+1}+F_{l-1}F_{n-l}}

Числа Фибоначчи представляются значениями континуант на наборе единиц: {\displaystyle F_{n+1}=K_{n}(1,\dots ,1),} то есть:
{\displaystyle F_{n+1}=\det {\begin{pmatrix}1&1&0&\cdots &0\\-1&1&1&\ddots &\vdots \\0&-1&\ddots &\ddots &0\\\vdots &\ddots &\ddots &\ddots &1\\0&\cdots &0&-1&1\end{pmatrix}}}, а также {\displaystyle \ F_{n+1}=\det {\begin{pmatrix}1&i&0&\cdots &0\\i&1&i&\ddots &\vdots \\0&i&\ddots &\ddots &0\\\vdots &\ddots &\ddots &\ddots &i\\0&\cdots &0&i&1\end{pmatrix}}},
где матрицы имеют размер {\displaystyle n\times n} и где i — мнимая единица.
Также числа Фибоначчи можно выразить через многочлены Чебышёва:
{\displaystyle F_{n+1}=(-i)^{n}U_{n}\left({\frac {-i}{2}}\right)}
{\displaystyle F_{2n+2}=U_{n}\left({\frac {3}{2}}\right)}
Для любого {\displaystyle n} справедливо:
{\displaystyle {\begin{pmatrix}1&1\\1&0\end{pmatrix}}^{n}={\begin{pmatrix}F_{n+1}&F_{n}\\F_{n}&F_{n-1}\end{pmatrix}}}
Как следствие, подсчёт определителей даёт тождество Кассини:
{\displaystyle (-1)^{n}=F_{n+1}F_{n-1}-F_{n}^{2}}.
С равенством Кассини сопряжено более общее утверждение, названное в честь Эжена Каталана:
{\displaystyle F_{n}^{2}-F_{n-r}F_{n+r}=(-1)^{n-r}F_{r}^{2}}.
Из тождества Кассини следует:
{\displaystyle F_{n+1}={\frac {F_{n}+{\sqrt {5F_{n}^{2}+4(-1)^{n}}}}{2}}}.

## Свойства

Тринадцать способов расположения длинных и коротких слогов в Каденция (поэзия) длины шесть: пять заканчивается длинным слогом и восемь — коротким

Числа Фибоначчи — это суммы «мелких» диагоналей (показаны красным) треугольника Паскаля

Последовательные наклоны плоскости и график приближений к золотому сечению, рассчитанному путём деления каждого числа Фибоначчи на предыдущее

Наибольший общий делитель двух чисел Фибоначчи равен числу Фибоначчи с индексом, равным наибольшему общему делителю индексов, то есть {\displaystyle (F_{m},F_{n})=F_{(m,n)}}. Одним из следствий этого является то, что {\displaystyle F_{m}} делится на {\displaystyle F_{n}} тогда и только тогда, когда {\displaystyle m} делится на {\displaystyle n} (за исключением {\displaystyle n=2}). В частности, {\displaystyle F_{m}} делится на {\displaystyle F_{3}=2} (то есть является чётным) только для {\displaystyle m=3k}; {\displaystyle F_{m}} делится на {\displaystyle F_{4}=3} только для {\displaystyle m=4k;} {\displaystyle F_{m}} делится на {\displaystyle F_{5}=5} только для {\displaystyle m=5k} и так далее. Другое следствие: {\displaystyle F_{m}} может быть простым только для простых {\displaystyle m} (с единственным исключением {\displaystyle m=4}). Например, число {\displaystyle F_{13}=233} простое, и его индекс 13 также прост. Но, даже если число {\displaystyle m} простое, число {\displaystyle F_{m}} не всегда оказывается простым, и наименьший контрпример — {\displaystyle F_{19}=4181=37\cdot 113.} Неизвестно, бесконечно ли множество чисел Фибоначчи, являющихся простыми.
Последовательность чисел Фибоначчи является частным случаем возвратной последовательности, её характеристический многочлен {\displaystyle x^{2}-x-1} имеет корни {\displaystyle \varphi } и {\displaystyle -{\frac {1}{\varphi }}}.
Отношения {\displaystyle {\frac {F_{n+1}}{F_{n}}}} являются подходящими дробями золотого сечения {\displaystyle \phi \colon } в частности, {\displaystyle \lim _{n\to \infty }{\frac {F_{n+1}}{F_{n}}}=\varphi .}
Суммы биномиальных коэффициентов на диагоналях треугольника Паскаля являются числами Фибоначчи ввиду формулы:
{\displaystyle F_{n+1}=\sum _{k=0}^{\lfloor n/2\rfloor }{n-k \choose k}.}
Нахождение числа Фибоначчи {\displaystyle F_{n}} с помощью бинома Ньютона:
{\displaystyle F_{n}={1 \over 2^{n-1}}\sum _{k=0}^{\lfloor n/2\rfloor }{n \choose 2k+1}5^{k}}.
В 1964 году доказано, что единственными точными квадратами среди чисел Фибоначчи являются числа Фибоначчи с индексами 0, 1, 2, 12:
{\displaystyle F_{0}=0^{2}=0,} {\displaystyle F_{1}=1^{2}=1,} {\displaystyle F_{2}=1^{2}=1,} {\displaystyle F_{12}=12^{2}=144.}.
Производящей функцией последовательности чисел Фибоначчи является:
{\displaystyle x+x^{2}+2x^{3}+3x^{4}+5x^{5}+\dots =\sum _{n=0}^{\infty }F_{n}x^{n}={\frac {x}{1-x-x^{2}}}},
в частности, 1/998,999 = 0.001001002003005008013021…
Множество чисел Фибоначчи совпадает с множеством неотрицательных значений многочлена:
{\displaystyle z(x,y)=2xy^{4}+x^{2}y^{3}-2x^{3}y^{2}-y^{5}-x^{4}y+2y}
на множестве неотрицательных целых чисел {\displaystyle x} и {\displaystyle y}.
Произведение и частное двух любых различных чисел Фибоначчи, отличных от единицы, никогда не является числом Фибоначчи.
Период чисел Фибоначчи по модулю натурального числа {\displaystyle n} называется периодом Пизано и обозначается {\displaystyle \pi (n)}. Периоды Пизано {\displaystyle \pi (n)} образуют последовательность:
1, 3, 8, 6, 20, 24, 16, 12, 24, 60, 10, 24, 28, 48, 40, 24, 36, …;
в частности, последние цифры чисел Фибоначчи образуют периодическую последовательность с периодом {\displaystyle \pi (10)=60}, последняя пара цифр чисел Фибоначчи образует последовательность с периодом {\displaystyle \pi (100)=300}, последние три цифры — с периодом {\displaystyle \pi (1000)=1500,} последние четыре — с периодом {\displaystyle \pi (10000)=15000,} последние пять — с периодом {\displaystyle \pi (100000)=150000} и так далее.
Натуральное число {\displaystyle N} является числом Фибоначчи тогда и только тогда, когда {\displaystyle 5N^{2}+4} или {\displaystyle 5N^{2}-4} является квадратом.
Не существует арифметической прогрессии длиной больше 3, состоящей из чисел Фибоначчи.
Число Фибоначчи {\displaystyle F_{n+2}=F_{n+1}+F_{n}} равно количеству кортежей длины {\displaystyle n} из нулей и единиц, в которых нет двух соседних единиц. При этом {\displaystyle F_{n+1}} равно количеству таких кортежей, начинающихся с нуля, а {\displaystyle F_{n}} — начинающихся с единицы.
Произведение любых {\displaystyle n} подряд идущих чисел Фибоначчи делится на произведение первых {\displaystyle n} чисел Фибоначчи.
Бесконечная сумма чисел, обратных числам Фибоначчи, сходится, его сумма («обратная постоянная Фибоначчи») равна 3,359884…

## Вариации, обобщения, применение
Вариант обобщения чисел Фибоначчи — так называемые числа трибоначчи.
Числа Фибоначчи являются частным случаем последовательностей Люка {\displaystyle F_{n}=U_{n}(1,-1)}, при этом их дополнением являются числа Люка {\displaystyle L_{n}=V_{n}(1,-1)}.
В связи со свойствами чисел Фибоначчи возникли такие понятия, как дерево Фибоначчи, фибоначчиева система счисления; разработаны метод Фибоначчи с запаздываниями и метод Фибоначчи поиска экстремума.

## Проявления в других сферах

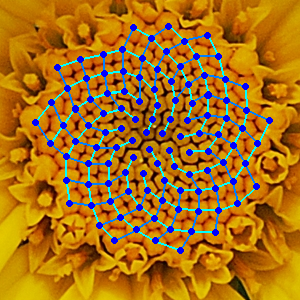
Жёлтая ромашковая головка, показывающая расположение в 21 (синяя) и 13 (аква) спиралей. Такие схемы, включающие последовательные числа Фибоначчи, встречаются у самых разных растений

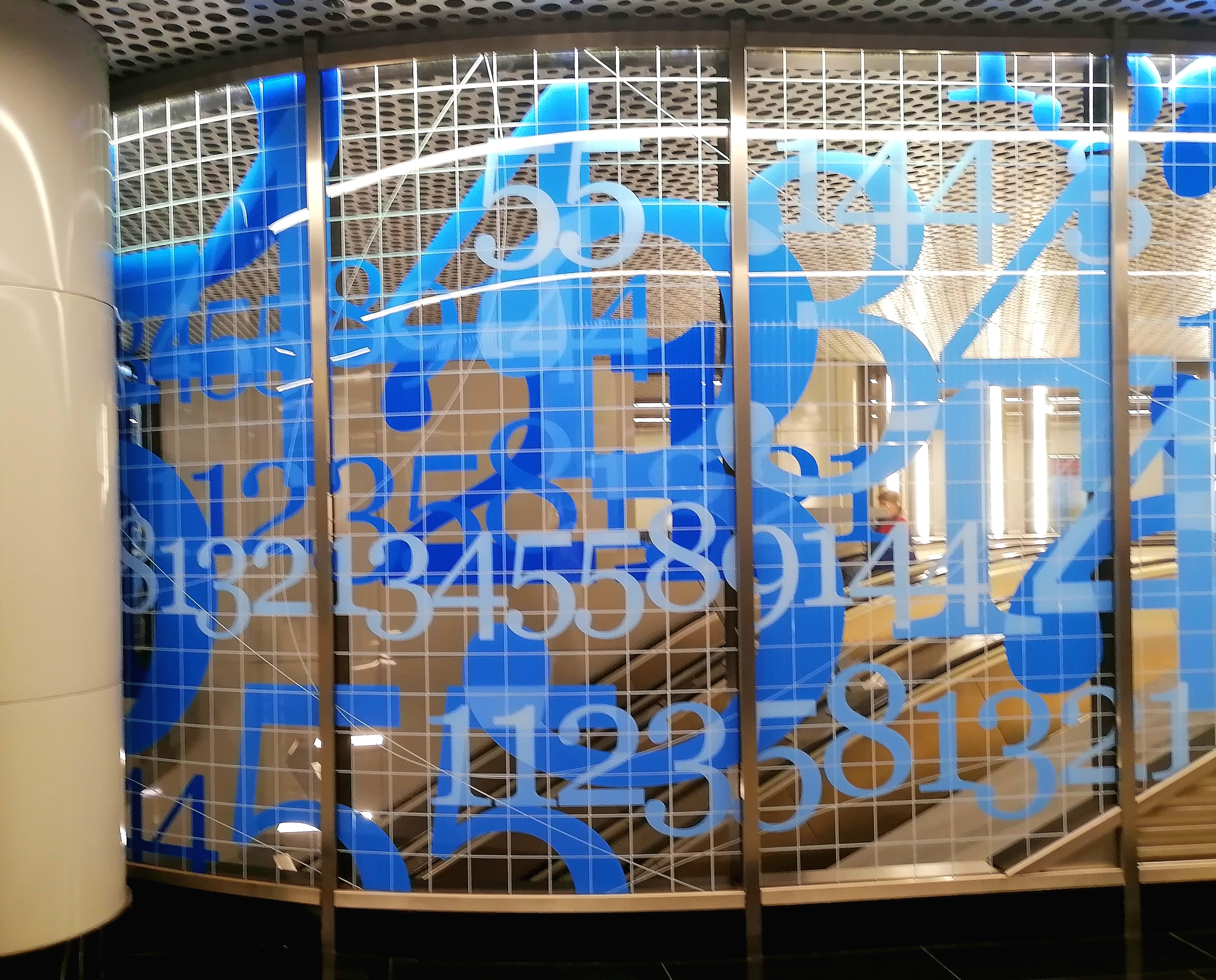
Числа Фибоначчи в интерьере станции метро Ломоносовский проспект

Число возможных предков на линии наследования Х-хромосомы в данном поколении предков следует последовательности Фибоначчи

Иллюстрация модели Фогеля для n = 1 ... 500

Существует мнение, что почти все утверждения, находящие числа Фибоначчи в природных и исторических явлениях, неверны — это распространённый миф, который часто оказывается неточной подгонкой под желаемый результат.

### В природе
Филлотаксис (листорасположение) у растений описывается последовательностью Фибоначчи, если листья (почки) на однолетнем приросте (побеге, стебле) имеют так называемое спиральное листорасположение. При этом число последовательно расположенных листьев (почек) по спирали плюс один, а также число совершенных при этом полных оборотов спирали вокруг оси однолетнего прироста (побега, стебля) выражаются обычно первыми числами Фибоначчи.
Семена подсолнуха, сосновые шишки, лепестки цветков, ячейки ананаса также располагаются согласно последовательности Фибоначчи.

### В искусстве
В поэзии чаще находят отношение «золотого сечения» (золотую пропорцию), связанное через формулу Бине с числами Фибоначчи. Например, в поэме Шоты Руставели «Витязь в тигровой шкуре» и на картинах художников.
Однако числа Фибоначчи встречаются и непосредственно в поэзии и в музыке.

### В кодировании
В теории кодирования предложены устойчивые так называемые «коды Фибоначчи», причём основание этих кодов — иррациональное число.

## Пример на языке C
Пример реализации вычисления чисел Фибоначчи с использованием итеративного подхода на языке программирования C:
```
 
#include
 
<stdio.h>

int
 
main
()
 
{
    
int
 
n
 
=
 
10
,
 
first
 
=
 
0
,
 
second
 
=
 
1
,
 
next
;
    
printf
(
"Первые %d чисел Фибоначчи:
\n
"
,
 
n
);

for
 
(
int
 
i
 
=
 
0
;
 
i
 
<
 
n
;
 
i
++
)
 
{
    
if
 
(
i
 
==
 
0
)
        
printf
(
"%d "
,
 
first
);
    
else
 
if
 
(
i
 
==
 
1
)
        
printf
(
"%d "
,
 
second
);
    
else
 
{
        
next
 
=
 
first
 
+
 
second
;
        
first
 
=
 
second
;
        
second
 
=
 
next
;
        
printf
(
"%d "
,
 
next
);
    
}
 
}
 
return
 
0
;

}

```